# Apomys gracilirostris
Apomys gracilirostris es una especie de roedor de la familia Muridae, del género Apomys. Se encuentra solo en Filipinas y su hábitat natural son los bosques montanos húmedos subtropicales o tropicales. Es un roedor grande con pelaje suave y mayormente de color marrón oscuro. Tiene las patas y la cola largas, igual que el hocico, una característica única en su género.
La UICN clasifica a la especie como especie en preocupación menor.

## Descubrimiento y taxonomía
En mayo y junio de 1992, se organizó una expedición a Filipinas con el objetivo de aumentar el conocimiento sobre su biodiversidad. Durante esta expedición, 16 especímenes de ratones entonces desconocidos fueron capturados en el Monte Halcón en la isla de Mindoro. La especie fue descrita por primera vez por el biólogo Luis A. Ruedas en 1995 y fue nombrada Apomys gracilirostris.
De acuerdo con el Código Internacional de Nomenclatura Zoológica, el nombre Apomys gracilirostris es un binomio. El nombre genérico, Apomys, fue propuesto por el biólogo estadounidense Edgar Mearns en 1905 y tiene el significado de "ratón del monte Apo" (mys, μῦς, es la palabra griega antigua para "ratón"); esto se debe a que la especie se encontró por primera vez en el monte Apo. El nombre específico, gracilirostris, es una combinación de las palabras latinas gracilis "esbelto" y rostrum "hocico" y hace referencia al hocico largo y esbelto del animal.